# NGC 57
NGC 57 là một thiên hà hình elip trong chòm sao Song Ngư. Nó được phát hiện vào ngày 8 tháng 10 năm 1784 bởi nhà thiên văn học William Herschel.

## SN 2010dq

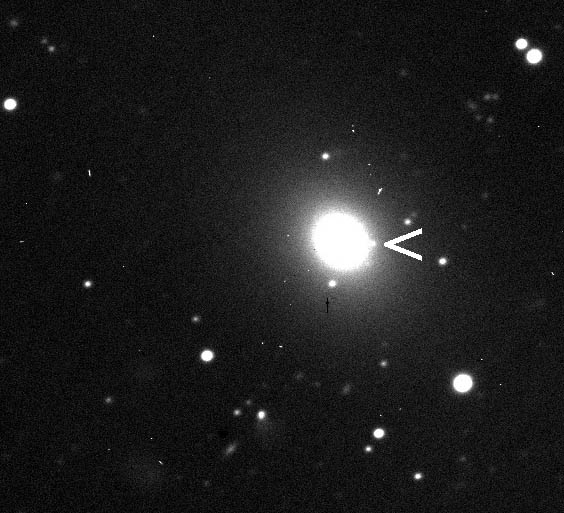
Supernova 2010dq như đã thấy vào ngày 2010-09-03 (công bố 2010-06-03)

Vào ngày 3 tháng 6 năm 2010, Koichi Itagaki đã phát hiện một siêu tân tinh 17 độ 17 "phía tây và 1" về phía nam của trung tâm NGC 57 tại tọa độ 00 15 29,70 +17 19 41,0.